# Berkenhofskamp
Berkenhofskamp liegt seit der kommunalen Neugliederung, die am 1. Januar 1975 in Kraft trat, im Gebiet der nordrhein-westfälischen Stadt Menden (Sauerland), Märkischer Kreis. Zuvor lag der Ortsteil im Gebiet der Gemeinde Lendringsen, Amt Menden, Kreis Iserlohn.
Berkenhofskamp liegt im Südosten des Stadtgebietes.
Am 1. Juli 2017 hatte der „Ortsteil Berkenhofskamp“ 1880 Einwohner.
Die Katholische Kirchengemeinde „St. Josef“ betreibt im Ort den Katholischen Kindergarten „St. Martin“ und die „Heilig-Geist-Kapelle“.